# Victor Silva
Victor Silva (Rio de Janeiro, 7 de agosto de 1865 — Porto Alegre, 13 de dezembro de 1922) foi um escritor parnasiano brasileiro.
Ainda jovem viajou à Europa, morando vários meses em Paris. Depois de trabalhar na Comissão de Limites Brasil-Bolívia, mudou-se para o Rio Grande do Sul em 1897. Lá foi promotor público em Montenegro, inspetor, funcionário da secretaria do interior do estado, diretor do Teatro São Pedro e, finalmente, diretor da Biblioteca Pública do Estado em Porto Alegre, cargo em que permaneceu de 1906 a 1922. Foi responsável pela construção do novo prédio, tendo falecido poucos meses após a conclusão da obra.